# Ana Kordzaia-Samadashvili
Ana Kordzaia-Samadashvili (en georgiano ანა კორძაია-სამადაშვილი; Tiflis, 26 de febrero de 1968) es una escritora, periodista y traductora georgiana.

## Biografía
Ana Kordzaia-Samadashvili estudió lengua y literatura rusas en la Universidad Estatal de Tiflis, en el Instituto Estatal de Lenguas Extranjeras, y en 1995 defendió la tesis Análisis lingüístico-estilístico del texto. Ha trabajado en la editorial BBT (Suecia y Lituania) y Soma Press, siendo empleada de la Agencia Internacional del Libro de Berlín. También ha trabajado como periodista en el diario 24 horas, en la revista Chocolate caliente y en la radio.
Actualmente compagina su actividad literaria con la enseñanza de literatura y escritura creativa en la Universidad Estatal de Ilia en Tiflis.

## Obra
Los relatos cortos de Kordzaia-Samadashvili tratan sobre hombres y mujeres, amor y odio, y sexo y desilusión; son expresivos, emocionales, y un tanto descarados y sarcásticos.
Su narración Lluvia está incluida en la recopilación Contemporary Georgian Fiction, publicada en 2012 en Estados Unidos, junto a relatos de Aka Morchiladze, Kote Jandieri o Nugzar Shataidze, entre otros.
La autora ha ganado varios certámenes literarios georgianos, como por ejemplo el premio SABA 2003 al mejor debut literario por su novela Berikaoba (2003).
Ha obtenido también el premio IliaUni en 2013 por ¿Quién mató a Chaika? (ვინ მოკლა ჩაიკა), complicada e intrigante historia que se desarrolla a partir del asesinato de Elizabeth, un «alma libre» que disfruta rompiendo estereotipos. 
Escrita con una prosa fresca, el crítico literario Malkhaz Kharbedia ha dicho de ella:

Las figuras centrales de esta novela, con todas sus idiosincrasias y arrebatos emocionales, son tan adorables como los personajes de Almodóvar.

La autora también es traductora del alemán al georgiano, habiendo traducido libros de Cornelia Funke y Elfriede Jelinek. Por otra parte, sus textos han sido traducidos al alemán, al inglés y al sueco.